# 梅普爾斯 (印第安納州)
梅普爾斯（英語：Maples）是位於美國印地安納州艾倫縣的一個非建制地區。該地的面積和人口皆未知。

## 地理
梅普爾斯的座標為41°00′46″N 84°58′09″W / 41.01278°N 84.96917°W，而該地的平均海拔高度為243米（即797英尺）。